# Samuel W. Trotti
Samuel Wilds Trotti (* 18. Juli 1810 in Barnwell, Barnwell County, South Carolina; † 24. Juni 1856 in Buckhead, South Carolina) war ein US-amerikanischer Politiker. Zwischen 1842 und 1843 vertrat er den Bundesstaat South Carolina im US-Repräsentantenhaus.

## Werdegang
Samuel Trotti besuchte die öffentlichen Schulen seiner Heimat und studierte danach bis 1832 am South Carolina College, der heutigen University of South Carolina in Columbia. Nach einem anschließenden Jurastudium und seiner Zulassung als Rechtsanwalt begann er in seinem neuen Beruf zu arbeiten. Samuel Trotti nahm auch am Seminolenkrieg teil.
Politisch war Trotti Mitglied der Demokratischen Partei. Zwischen 1840 und 1841 und nochmals von 1852 bis 1855 saß er als Abgeordneter im Repräsentantenhaus von South Carolina. Nach dem Rücktritt des Kongressabgeordneten Sampson H. Butler im Jahr 1842 wurde Trotti bei der notwendig gewordenen Nachwahl im ersten Wahlbezirk von South Carolina als dessen Nachfolger in das US-Repräsentantenhaus in Washington, D.C. gewählt. Dort trat er am 17. Dezember 1842 sein neues Mandat an. Bis zum 3. März 1843 beendete er die angebrochene Legislaturperiode seines Vorgängers. Tags darauf trat dann der bei den regulären Kongresswahlen gewählte James A. Black seine Nachfolge an.
In den folgenden Jahren bis zu seinem Tod am 24. Juni 1856 arbeitete Samuel Trotti wieder als Rechtsanwalt.